# Keith Marshall (Musiker)
Keith Marshall (* 5. Juni 1956 in Hampstead, London) ist ein britischer Sänger, Gitarrist und Songwriter.

## Werdegang
Marshall war Gründungsmitglied und Teil der Dauerbesetzung der Glam-Rock-Band Hello, bis zu deren erster Trennung im Jahre 1978. Daraufhin startete er seine Solokarriere und veröffentlichte 1981 sein selbstbetiteltes Debütalbum. Seinen größten kommerziellen Erfolg hatte er 1981 mit dem Titel Only Crying, der in vielen europäischen Ländern ein Hit und in Deutschland, Österreich und der Schweiz ein Top-10-Hit wurde.

## Diskografie

### Alben
- 1981: Keith Marshall

### Singles
| Jahr | Titel Album                | Höchstplatzierung, Gesamtwochen, AuszeichnungChartplatzierungen (Jahr, Titel, Album, Platzierungen, Wochen, Auszeichnungen, Anmerkungen) | Höchstplatzierung, Gesamtwochen, AuszeichnungChartplatzierungen (Jahr, Titel, Album, Platzierungen, Wochen, Auszeichnungen, Anmerkungen) | Höchstplatzierung, Gesamtwochen, AuszeichnungChartplatzierungen (Jahr, Titel, Album, Platzierungen, Wochen, Auszeichnungen, Anmerkungen) | Höchstplatzierung, Gesamtwochen, AuszeichnungChartplatzierungen (Jahr, Titel, Album, Platzierungen, Wochen, Auszeichnungen, Anmerkungen) | Höchstplatzierung, Gesamtwochen, AuszeichnungChartplatzierungen (Jahr, Titel, Album, Platzierungen, Wochen, Auszeichnungen, Anmerkungen) | Anmerkungen |
| Jahr | Titel Album                | DE | AT | CH | UK | NL | Anmerkungen |
| ---- | -------------------------- | --- | --- | --- | --- | --- | ----------- |
| 1979 | Remember Me Keith Marshall | DE40 (1 Wo.)DE | — | — | — | |             |
| 1981 | Only Crying –              | DE5 (24 Wo.)DE | AT8 (22 Wo.)AT | CH3 (7 Wo.)CH | UK12 (10 Wo.)UK | NL3 (11 Wo.)NL |             |
| 1981 | Let Me Rock You –          | DE45 (10 Wo.)DE | — | — | — | — |             |